# Göge

Hohentengen (Hauptort der Göge) vom Enzkofer Berg (1975)

Die Göge ist ein markanter Landschafts- und Verwaltungsraum Oberschwabens. Sie liegt geographisch in Südwestdeutschland und dort im baden-württembergischen Landkreis Sigmaringen.

## Allgemeines
Die Göge besteht hauptsächlich aus dem Gemeindegebiet von Hohentengen mit den Teilorten Beizkofen, Bremen, Eichen, Enzkofen, Günzkofen, Ölkofen, Ursendorf und Völlkofen. Der Göge-Hauptort Hohentengen befindet sich etwa 20 km südöstlich von Sigmaringen in der Endmoränenlandschaft der Eiszeit auf einer Höhe von 594 m über dem Meer. Die Flächenausdehnung der Göge beträgt etwa 37 km².

## Naturräumliches

### Naturraum und Geologie
Naturräumlich gehört der Landschaftsraum „Göge“ zu den Donau-Ablach-Platten. Diese werden im Nordwesten vom Albrand, im Süden vom Jungendmoränenwall des ehemaligen Rheingletschers, im Nordosten etwa vom Außensaum der glazialen Ablagerungen des weitesten Gletschervorstoßes und im Osten gegenüber den ihnen am nächsten kommenden Riß-Aitrach-Platten von der Wasserscheide zwischen Donau und Riß begrenzt.
Die Göge liegt am Rande des Donaubeckens, welches sich zwischen Mengen und Riedlingen erstreckt. Es handelt sich dabei um ein altes Teilzungenbecken aus der Zeit, als der Rheingletscher auch noch den Südabfall der Schwäbischen Alb bedeckte, ferner um das Teilzungenbecken des Federsees und das leicht gewellte Altmoränenland im Umkreis dieser Becken. Der Naturraum selbst wird durch die zum Donaubecken gerichteten kurzen Zuflüsse Ablach, Andelsbach, Ostrach, Schwarzach und Kanzach in sog. Platten zerschnitten, welche unter der vorherrschenden Grundmoräne teils mächtige rißzeitliche Schotter, teils unmittelbar Molasse zeigen. Letzteiszeitliche Wanderschuttdecken von Geschiebelehmen verkleiden die Hänge, besonders die flacheren gegen Osten gerichteten, und bestimmen damit in erster Linie die günstigen Bodenverhältnisse. Der Gegensatz zum Jungmoränenland liegt dagegen nicht in den Höhenunterschieden, sondern darin, dass zwei recht verschiedene Gruppen von Oberflächenformen aneinandergrenzen.

### Klima und Hydrographie
Die Niederschläge steigen von unter 700 mm im Riedlinger Becken nach Süden allmählich bis auf etwas über 800 mm an, die mittlere Jahrestemperatur liegt zwischen 7 und 7,5° (Werte aus der ersten Hälfte des 20. Jahrhunderts). Trotz dieses verhältnismäßig binnenländischen Klimas sind echte kontinentale Pflanzen- und Tierarten nur vereinzelt anzutreffen. Die ursprüngliche Vegetation war Laubmischwald, in welchem auf den Platten, Hängen und Terrassen die Buche, in den Niederungen die Eiche vorherrschte. Von den Moor-Randwäldern her setzte im Mittelalter ein natürlicher Fichtenvorstoß in die benachbarten Mischwälder ein. Die Talböden der oberen Donau und ihre rechten Nebentäler (in der Göge: Ostrach-, Krebsbach-, Färbebach-, Eichachtal sowie das Tal des Friedberger Baches) sind weithin mit Niedermooren- und Anmooren bedeckt. Alle historischen Straßen der Göge-Teilgemeinden führten deswegen über die trockenen Hochterrassen der Endmoränen.